# Laccophilus subsignatus
Laccophilus subsignatus är en skalbaggsart som beskrevs av Sharp 1882. Laccophilus subsignatus ingår i släktet Laccophilus och familjen dykare. Inga underarter finns listade i Catalogue of Life.